# Paavo Tikkanen

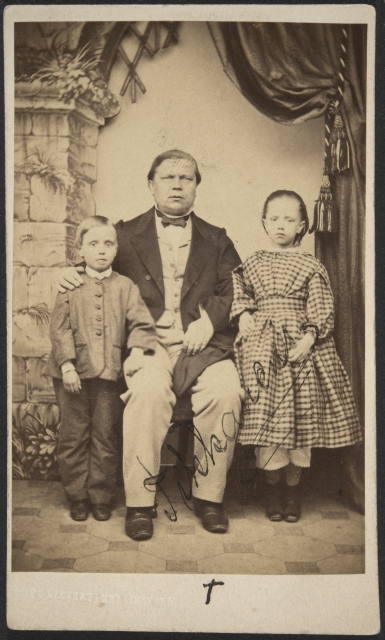
Paavo Tikkanen med barnen cirka 1863.

Paavo (Paul) Tikkanen, född 2 mars 1823 i Kiuruvesi, död 7 november 1873 i Helsingfors, var en finsk journalist och föregångsman inom den finsknationella rörelsen. Han var far till Johan Jakob Tikkanen och farfars far till Henrik Tikkanen.
Under sin studenttid utvecklade han tankar och idéer om att skapa ett enhetligt finskt skriftspråk. Mellan 1845 och 1847 redigerade han Savo-karjalainen Osakuntas publikationsserie Lukemisia Suomen kansan hyödyksi, vari han presenterade en översikt om Finlands förhållanden, Suomen suuriruhtinaanmaan nykyinen tilasto (i särtryck 1848). 
Tikkanen var en av Suometars grundare 1847, dess redaktör 1847–1850 och 1856–1863 samt utgivare 1849–1864. År 1848 hyrde han tillsammans med Herman Kellgren rättigheterna till Finska litteratursällskapets tryckeri och började verksamheten som förläggare, för vilken den ryska språkförordningen av 1850 ändock satte relativt snäva gränser.